# Errol Holt
Errol Holt (né vers 1950), connu également sous le nom Errol Carter, ainsi que par son surnom Flabba, est un bassiste jamaïcain.
Il est membre fondateur du backing band The Roots Radics et à ce titre, bassiste fétiche du producteur Junjo Lawes. Il est également le bassiste historique du groupe Israel Vibration, notamment sur scène.
Flabba a aussi coproduit l'album Night Nurse de Gregory Isaacs en 1982, qui est un classique du genre.

## Discographie solo
- Rastafari Time (1975) Sky High
- Vision Of Africa (1978) Dread & Dread
- Roots Radics Dub (1981) Tad's
- Nurse In Dub (2001) Naive (Style Scott & Errol Holt)